# Al Berto
Al Berto, pseudonimo di Alberto Raposo Pidwell Tavares OSE, (Coimbra, 11 gennaio 1948 – Lisbona, 13 giugno 1997) è stato un poeta e pittore portoghese.

## Biografia
Nato a Coimbra da una famiglia altoborghese (sua nonna paterna aveva origini inglesi), ad un anno si trasferisce nell'Alentejo. Rimane presto orfano di padre, morto in un incidente stradale. Alberto passa l'infanzia e l'adolescenza a Sines, fino a quando la famiglia decide di inviarlo alla Scuola António Arroio, con indirizzo artistico, di Lisbona.
Il 14 aprile 1967, renitente alla leva, va a vivere in Belgio dove studia alla "Scuola nazionale superiore d'architettura ed arti visuali" (La Cambre) di Bruxelles. Alla fine del corso decide di abbandonare la pittura e dal 1971 si dedica esclusivamente allo scrittura.
Durante questo periodo (primi anni '70) Al Berto vive in una comunità di artisti hippy e in seguito ad una relazione con una ragazza belga, diventa padre di un bambino.
Tornato in Portogallo il 17 novembre 1974, scrive il suo primo libro interamente in lingua portoghese, À Procura do Vento num Jardim d'Agosto ("Alla Ricerca del Vento in un Giardino d'Agosto").
O Medo (in italiano "La Paura") è un'antologia dei suoi lavori tra il 1974 e il 1986, pubblicata per la prima volta nel 1987. Riaggiornata a posteriori con altri scritti, anche dopo la morte di Al Berto, questa raccolta è considerata la sua opera più importante, il suo definitivo testamento artistico. Per O Medo il poeta ricevette il premio Pen Club in poesia nel 1988.
Il 10 giugno 1992 viene nominato Ufficiale dell'Ordine di San Giacomo della Spada.
Lasciò inoltre testi incompleti per un'opera, un libro di fotografie sul Portogallo e una "falsa autobiografia", come lo stesso autore definiva.
Al Berto muore il 13 giugno 1997 a Lisbona per un linfoma, a soli 49 anni.

## Opere

### Poesia
- Trabalhos do Olhar (1982)
- O Último Habitante (1983)
- Salsugem (1984)
- A Seguir o Deserto (1984)
- Três Cartas da Memória das Índias (1985)
- Uma Existência de Papel (1985)
- O Medo (Trabalho Poético 1974-1986) (1987)
- O Livro dos Regressos (1989)
- A Secreta Vida das Imagens (1990)
- Canto do Amigo Morto (1991)
- O Medo : Trabalho Poético 1974-1990 (1991)
- Luminoso Afogado (1995)
- Horto de Incêndio (1997)
- O Medo (1998)
- Al Berto Lido Barenco (2001)
- Degredo no Sul (2007)

### Prosa
- À Procura do Vento num Jardim d'Agosto (1977)
- Meu Fruto de Morder, Todas as Horas (1980)
- Lunário (1988)
- O Anjo Mudo (1993)
- Dispersos (2007)
- Diários (2012)

### Teatro
- Apresentação da Noite (1985)

### Arte
- Projectos 69 (2002)

## Omaggi
- Esiste una scuola secondaria a Sines intitolata ad Al Berto
- Nel 2009 la compagnia teatrale O Bando ha debuttato nel Teatro Nazionale Dona Maria II, a Lisbona, con uno spettacolo intitolato La Notte sulle opere del poeta, a partire da Lunário, Três cartas da memória das Índias, Apresentação da noite, O Medo, À procura do vento num jardim d'Agosto e Dispersos. Lo spettacolo è stato diretto João Brites e interpretato da Ana Lúcia Palminha e Pedro Gil. Oltre a Lisbona, la rappresentazione si tenne anche nel Teatro da Cerca de São Bernardo a Coimbra.
- Nel 2017 è uscito nelle sale il primo film sulla sua vita, Al Berto, diretto da Vicente Alves do Ó, che tratta la relazione amorosa tra il poeta e il fratello del regista[3][4].